# 朴悠那
朴 悠那（ぱく ゆな、英語: Park Yuna）は日本で活動するミュージカル俳優である。大阪府大阪市出身で在日韓国人4世。劇団四季所属。

## 来歴
小学生の頃から韓国舞踊を始め、中学1年のときに大阪MBS劇場で上演されていたキャッツ大阪公演を観劇し四季を意識し始めた。大阪朝鮮高級学校卒業後ダンスオブハーツを経て2010年に劇団四季研究所オーディションに合格し2011年に入所した。一色龍次郎はダンスオブハーツ時代からの同期でもある。同年10月23日に京都劇場で開幕したマンマ・ミーア!のアリ役で初舞台出演を果たした。

## 主な出演作品
- マンマ・ミーア!（2011年アリ）
- ライオン・キング（2014年アンサンブル、2015年ナラ）
- コーラスライン（2015年ディアナ，2020年ヴァル）
- キャッツ（2017年ジェミマ）
- 美女と野獣（2022年バベット）（2022年10月23日- 出演候補）[2]